# تتسو یاماتو
تتسو یاماتو (انگلیسی: Tetsu Yamato؛ زادهٔ ۳۰ مهٔ ۱۹۷۸) بازیکن فوتبال اهل ژاپن است.
از باشگاه‌هایی که در آن بازی کرده‌است می‌توان به باشگاه فوتبال سرزو اوساکا اشاره کرد.